# Rivière Martel
Rivière Martel är ett vattendrag i Kanada.   Det ligger i provinsen Québec, i den sydöstra delen av landet, 400 km nordväst om huvudstaden Ottawa.
I omgivningarna runt Rivière Martel växer i huvudsak blandskog. Runt Rivière Martel är det mycket glesbefolkat, med 3 invånare per kvadratkilometer.